# Fekální inkontinence
Fekální inkontinence je neschopnost kontrolovat vyprazdňování stolice (defekaci). Když má někdo náhlou potřebu defekace, může se stát, že nedokáže udržet výkaly, než dojde k toaletě, nebo výkaly mohou proniknout z konečníku neočekávaně.
Fekální inkontinence postihuje lidi každého věku - děti i dospělé. Fekální inkontinence je víc obvyklá u žen než u mužů a víc obvyklá u starších dospělých než u mladších. Je to častý příznak stárnutí.
Lidé s fekální inkontinencí se mohou cítit v rozpacích nebo poníženi. Někteří nechtějí chodit ven z obav, že by mohli mít nehodu na veřejnosti. Většina se snaží skrýt tento problém co nejdéle, proto se vyhýbají přátelům a rodině. Sociální izolace může být redukována, protože léčba může zlepšit kontrolu střev a inkontinenci eliminovat.

## Příčiny
Fekální inkontinence může mít několik příčin:
- průjem
- dysfunkce pánevního dna
- delší perioda bez defekace
- silnou svalovou námahu v břišní oblasti, zvláště během porodu
- poškození svalů análního svěrače
- poškození nervů svalů análního svěrače nebo konečníku
- ztráta skladové kapacity v konečníku, např. po chirurgické operaci

nebo kombinací více příčin.

### Svalové poškození
Fekální inkontinence je nejčastěji zapříčiněna úrazem jednoho nebo obou kruhovitých svalů na konci konečníku zvaných anální interní a externí svěrač. Svěrače udržují stolici uvnitř. Když se poškodí, výkaly mohou unikat ven. U žen se poškození často vyskytne během porodu, riziko úrazu je největší, když doktor používá lékařské kleště (forceps) na usnadnění porodu nebo provádí nástřih hráze (nástřih ve vaginální oblasti jako prevence protržení hráze během porodu). Operace hemoroidů též může svěrače poškodit.

### Nervové poškození
Fekální inkontinence může být způsobena i poškozením nervů, které kontrolují anální svěrače, nebo nervů, které kontrolují výkaly v konečníku (senzorické nervy). Poškodí-li se nervy kontrolující svěrače, sval nepracuje správně a může nastat inkontinence. Jsou-li poškozené senzorické nervy, osoba necítí, že výkaly jsou v konečníku. Osoba pak necítí potřebu použít toaletu, až když výkaly uniknou ven. Nervové poškození může být způsobeno porodem, dlouhodobým zvykem namáhavě protlačovat výkaly, mozkovou mrtvicí a nemocemi postihujícími nervy, jako např. diabetes mellitus (cukrovka) a skleróza multiplex.

### Snížení skladovací kapacity konečníku
Obvykle se konečník pro udržení stolice napíná tak dlouho, dokud osoba nedojde na toaletu. Operace konečníku, ozařovací léčba nebo zánětlivá střevní onemocnění však mohou způsobit zjizvení, které vede k tomu, že stěny konečníku ztrácí pružnost. Konečník se pak nemůže tolik napínat a nemůže udržet stolici, což vede k fekální inkontinenci. Stěny konečníku mohou být také podrážděny zánětlivým střevním onemocněním, což také může vést k neschopnost udržet stolici.

### Průjem
Průjem nebo řídké výkaly se méně snadno kontrolují než tuhé výkaly. I lidé bez fekální inkontinence mohou mít nehodu, když mají průjem.

### Dysfunkce pánevního dna
Abnormality pánevního dna mohou vést k fekální inkontinenci. Příklady některých abnormalit zahrnují snížené vnímání konečníkových vjemů, snížené tlaky análního kanálu, snížený svíravý tlak análního kanálu, narušené anální vnímání, snížení konečníku (konečníkový prolaps), vysunutí konečníku přes vaginu (rektokéla – výhřez konečníku) nebo obecnou slabost a pokles pánevního dna. Často je příčinou dysfunkce pánevního dna porod a inkontinence se objeví kolem 40 let nebo později.

## Diagnostika
Doktor provede zdravotní dotazy, fyzická vyšetření a případně jiné medicínské testy.
- Anální manometrie kontroluje pevnost análního svěrače a jeho schopnost reagovat na signály, stejně jako citlivost a funkci konečníku.
- Anorektální ultrasonografie hodnotí strukturu análního svěrače.
- Proktografie, též zvaná defekografie, ukazuje kolik výkalů může konečník držet, jak dobře je konečník může držet a jak dobře konečník může výkaly odvést.
- Proktosigmoidoskopie umožňuje doktorům kontrolovat vnitřek konečníku pro příznaky nemoci nebo jiné problémy, které mohou způsobit fekální inkontinenci, jako např. zápal, nádory nebo zjizvená tkáň.
- Anální elektromyografie testuje nervová poškození, které jsou často spojeny s úrazem u porodu.

## Léčba
Léčba závisí na příčně a závažnosti fekální inkontinence, může obsahovat dietní změny, léky, střevní trénink nebo operaci. Víc než jeden typ léčby může být nutný pro úspěšnou kontrolu defekace, protože schopnost kontroly je komplexní funkce.

### Dietní změny
Potrava ovlivňuje konzistenci (hustotu) výkalů a rychlost průchodu zažívacím systémem. Jedna z možností pomoci kontrolovat fekální inkontinenci u některých osob je konzumovat potraviny, které přidávají výkalům objem, dělají je méně vodnatými a snadněji kontrolovatelnými. Též je nutné vyhnout se potravinám, které přispívají k problému. To zahrnuje potraviny a nápoje obsahující kofein jako káva, čaj a čokoláda, které uvolňují interní sval análního svěrače. Další přístup je konzumovat potraviny s malým obsahem vlákniny pro zmenšení práce análních svěračů. Ovoce může působit jako přírodní laxativum (projímadlo) a má být konzumováno šetrně.
Možné je upravit množství a složení potravy na pomoc kontroly fekální inkontinence.
- Pište si potravinový deník. Zapisujte co a kolik konzumujete a případy inkontinence. Po několika dnech můžete pozorovat souvislosti mezi konzumací některých potravin a inkontinencí. Po identifikaci potravin, které asi způsobují problémy, vynechte je a sledujte zda se inkontinence zlepší. Potraviny, které často způsobují průjem a proto mají být vynechány, obsahují:
  - kofein
  - upravované nebo uzené maso jako např. klobása, šunka nebo kachna
  - kořeněné potraviny
  - alkohol
  - mléčné produkty jako mléko, sýr a zmrzlina
  - ovoce jako jablka, broskve nebo hrušky
  - tukové a mastné potraviny
  - sladidla, např. sorbitol, xylitol, mannitol, aspartam a fruktóza, které se nacházejí v dietních nápojích, žvýkačkách bez cukru, kandizovaném cukru, čokoládě a ovocných džusech

- Konzumujte menší porce a častěji. Některým lidem velké porce způsobují střevní kontrakce (stahy), které vedou k průjmu. Stále můžete konzumovat stejné množství potravy denně, ale rozdělte příjem do víc časových intervalů.

- Konzumujte potravu a nápoje odděleně. Kapaliny pomáhají posouvat potravu zažívacím systémem. Proto když chcete pohyb zpomalit, pijte asi 30 minut před nebo po stravě, ale ne s potravou.

- Konzumujte víc vlákniny, dělají výkaly jemnými, formovanými a kontrolovatelnějšími. Vlákninu obsahuje ovoce, zelenina a zrna. Potřebujete konzumovat 20 - 30 gramů vlákniny denně, ale přidejte je k vaší dietě pomalu, aby se tělo mohlo přizpůsobit. Příliš mnoho vlákniny najednou může způsobit nadýmání nebo i průjem. Též mnoho nerozpustné nebo nestravitelné vlákniny může přispět k průjmu. Proto shledáte-li, že konzumace víc vlákniny může váš průjem zhoršit, vraťte se k 2 porcím z každého ovoce a zeleniny a vynechte slupky a semena.

- Konzumujte potraviny dělající výkaly většími. Potraviny obsahující rozpustnou nebo stravitelnou vlákninu zpomalují vyprazdňování střev. Příkladem jsou banány, rýže, chléb, brambory, sýr, jemné arašídové máslo, jogurt, těstoviny a ovesné vločky.

- Pijte mnoho tekutin. Doporučeno je pít 1,5 - 2 litry denně, v horku i 3 litry denně, co předchází dehydrataci a udržuje výkaly jemné a formované. Voda je dobrá, ale vyhněte se nápojům s kofeinem, alkoholem, mlékem nebo syceným oxidem uhličitým (CO2), shledáte-li, že způsobují průjem.

Časem může průjem způsobit nedostatek vitaminů a minerálů. Zeptejte se doktora, potřebujete-li vitaminové doplňky.

### Léky
Způsobuje-li průjem inkontinenci, léky mohou pomoct. Někdy doktoři doporučují použití objemových laxativ (projímadel) na pomoc vývoje pravidelnějších střevních vzorek. Nebo doktor může předepsat léky proti průjmu, např. Loperamid nebo Difenoxylát na zpomalení střev a pomoci kontrolovat problém.

### Střevní trénink
Střevní trénink pomáhá některým lidem naučit se znovu kontrolovat svá střeva. Někdy to zahrnuje posílení svalů, jindy to značí trénink střeva na vyprázdnění ve specifický čas dne.
- Použijte biofeedback (biologickou zpětnou vazbu). Biofeedback je způsob na posílení a koordinaci svalů a některým lidem pomůže. Speciální vybavení měří svalové kontrakce během cvičení (Kegelova cvičení) na posílení konečníku. Tyto cvičení posilují svaly pánevního dna, včetně svalů zapojených do kontroly výkalů. Přístroj referuje jak svaly pracují, ukazuje zda provádíte cvičení správně a zda se svaly posilují. Zda biofeedback pomůže i vám závisí na příčině vaší fekální inkontinence, jak vážné je svalové poškození a na vaší schopnosti cvičit.

- Dosáhněte regulární formu střevních pohybů. Někteří lidé - zvláště když jejich fekální inkontinenci způsobila zácpa - dosahují střevní kontrolu svým tréninkem aby měli střevní pohyby (defekaci) ve specifickou denní dobu, například po konzumaci. Podstatou tohoto přístupu je vytrvalost - dosažení regulární formy může trvat déle. Důležité je vytrvat a nevzdávat to.

### Chirurgická operace
Operace může pomoct lidem, kterých fekální inkontinenci způsobil úraz pánevního dna, análního kanálu nebo análního svěrače. Mohou být provedeny různé procedury od jednoduchých jako např. oprava poškozených oblastí, po komplexní jako připojení umělého análního svěrače nebo náhrada análního svalu svalem z nohy nebo předloktí. Lidé s vážnou fekální inkontinencí, kteří neodpovídají na jiné léčby, se mohou rozhodnout pro kolostomii (vyústění tlustého střeva ven), co zahrnuje vynětí části střeva. Zbylá část je pak připevněna k análnímu otvoru, funguje-li pořád správně, nebo k otvoru na břichu zvanému stoma, přes který výkaly opouštějí tělo a hromadí se do vaku.

## Řešení análních potíží
Kůže kolem análního otvoru je jemná a citlivá. Zácpa a průjem nebo kontakt mezi kůži a výkaly může způsobit bolest nebo svědění. Doporučený postup na úlevu potíží:
- Po defekaci omyjte oblast vodou, ale bez mýdla. Mýdlo může vysušit kůži a zhoršit potíže. Pokud možno, myjte se ve sprše s vlažnou vodou nebo použijte mělký vlažný koupel. Nebo zkuste nevymývací kožní čistič. Zkuste nepoužít toaletní papír na utírání - tření se suchým toaletním papírem může kůži ještě víc podráždit. Navlhčené utěrky bez alkoholu jsou mnohem lepší.
- Nechte omytou část těla oschnout vzduchem. Nemáte-li čas, jemně přiložte čistou jemnou látku.
- Použijte hydratační (zvlhčující) krém vhodný na prevenci podráždění kůže z přímého kontaktu s výkaly. Použití análních mastí a konzultujte s doktorem, protože některé mohou obsahovat dráždící ingredience. Před použitím krému anální oblast jemně omyjte a vysušte na prevenci bakteriální infekce, která může způsobit další problémy.
- Zkuste použít kosmetický zásyp nebo obilní škrob na zmírnění análních potíží.
- Noste bavlněné spodní prádlo a volný oděv, který „dýchá“. Těsný oděv blokující vzduch může anální problémy zhoršit. Vyměňte špinavé prádlo co nejdříve.
- Používáte-li vycpávky nebo plínky, ujistěte se, že mají absorbující vrstvu na vrchu. Produkty s absorbující vrstvou chrání kůži tažením výkalů a vlhka z kůže do vycpávky.

## Emocionální aspekty
Protože fekální inkontinence může způsobit stres z rozpaků, obav a samoty, důležité je podniknout kroky pro zlepšení. Léčba může zlepšit váš život a pomoci vám cítit se lépe. Nenavštívili-li jste dosud doktora, udělejte to co nejdřív. Též uvažujte kontaktovat organizace zaměřené na inkontinenci ve vašem okolí. Tyto společnosti vám pomohou najít informace, podporu a případně vás doporučí doktorům, kteří se specializují na léčbu fekální inkontinence.

## Každodenní praktické rady
- V příruční tašce noste čisticí potřeby a náhradní prádlo.
- Poznejte veřejné toalety dopředu, abyste je pak nemuseli hledat.
- Použijte toaletu před odchodem ven.
- Myslíte-li, že inkontinence je pravděpodobná, noste vhodný „pododěv“ nebo sanitární vložky.
- Jsou-li inkontinence časté, použijte fekální deodoranty na zpříjemnění.

## Fekální inkontinence u dětí
Trpí-li dítě fekální inkontinencí, nutno navštívit doktora na určení příčiny a léčby. Fekální inkontinence se může u dětí vyskytnout pro porodní defekt nebo nemoc, ale ve většině případů pro chronickou zácpu.
Děti trénované na nočník mají často zácpu, protože odmítají chodit na toaletu. Problém může pocházet z rozpaků z použití veřejné toalety nebo z nevůle stopnout hraní a jít na toaletu. Ale pokračuje-li dítě v zadržování výkalů, ty se budou hromadit a tvrdnout v konečníku. Dítě pak může mít bolesti žaludku a málo jíst, i když má hlad. A když případně výkaly vyloučí, může to být bolestivé, co může vést k strachu z defekace.
Dítě se zácpou může zašpinit spodní prádlo. Znečištění nastane, když tekuté výkaly z další kumulace ve střevě prosakují přes starší tuhé výkaly v konečníku a tečou ven. Znečištění je znakem fekální inkontinence. Důležité je si uvědomit, že dítě to nedělá úmyslně, ale jednoduše nemůže kontrolovat kapalné výkaly.
První krok je vyloučení vytvořených výkalů. Doktor může předepsat 1 nebo víc klystýrů nebo nápojů, které pomohou vyčistit střevo, např. hořčíkový citrát, minerální olej nebo polyetylenglykol.
Další krok je prevence nové zácpy. Dítě se musí naučit pravidelně vylučovat výkaly pomocí tréninku. Experti doporučují rodičům nechat dítě sedět na toaletě 4krát denně (po jídle a před spánkem) na 5 minut. Dítě může dostat odměnu za defekaci na toaletě, co pomůže vyvinout pozitivní návyk. Důležité je netrestat dítě za případy inkontinence.
Určité změny zvyků u konzumace mohou být užitečné. Dítě by mělo konzumovat víc vláknité potravy na zjemnění výkalů, vynechat mléčné produkty způsobují-li zácpu a pít denně mnoho tekutin včetně vody a ovocných džusů (švestky, grapefruit, meruňky), které pomáhají předejít zácpě. V případě potřeby může doktor předepsat laxativa (projímadla).
Může trvat i několik měsíců, než se dítě zbaví zvyku zadržovat výkaly a mít zácpu. A případy inkontinence se mohou vyskytnout i později. Důležité je věnovat návykům na toaletu trvalou pozornost. Některé varující příznaky pro sledování zahrnují:
- bolesti při střevních pohybech
- tuhé výkaly
- zácpa
- odmítání chodit na toaletu
- špinavé spodní prádlo
- znaky zadržování defekace jako dřepění, překládání nohou nebo kolísání dopředu a dozadu

### Příčiny zácpy u dětí
- Trénink na nočník začal příliš brzo.
- Odmítají defekaci (pro bolesti v minulosti, rozpaky, tvrdohlavost nebo i pro odpor k toaletám).
- Jsou na neznámém místě.
- Reagují na rodinný stres jako např. nový sourozenec nebo neshody rodičů.
- Nemohou se dostat na toaletu, když potřebují a proto výkaly zadrží. Když se konečník zaplní výkaly, dítě může ztratit nutkání na defekaci a dojde k zácpě, výkaly schnou a tuhnou.